# Alessandra Meskita
Alessandra Meskita é uma estilista brasileira. Sua linha de moda e estilo de vida, MESKITA, apresenta prêt-à-porter, resort, lingerie, moda praia, sapatos e acessórios para casa.

## Vida pregressa
Alessandra Meskita cresceu em São Paulo, no Brasil. Ela atualmente reside em Miami, Flórida. Sua mãe, pintora e escultora, incentivou a expressão artística de Meskita que, aos 15 anos, já desenhava suas próprias roupas. Em 2007, ela começou sua carreira na moda trabalhando para o designer francês Christian Audigier. Por quatro anos, enquanto trabalhava como Diretora Criativa Global de Audigier, Meskita desenvolveu seu uso de formas tradicionais e alfaiataria. Meskita então decidiu pegar tudo o que aprendeu e criar sua própria linha de roupas, MESKITA, em 2012.

## Linhas
Meskita é a designer de sua marca autointitulada de moda e estilo de vida, MESKITA. A linha é composta por prêt-à-porter, resort, lingerie, moda praia, calçados e acessórios domésticos. Os designs da Meskita se concentram em conceitos simples e elementos naturais.
MESKITA foi designer de destaque na Semana de Moda de Nova York de setembro de 2013.  Sua coleção primavera 2014 consistia principalmente de biquínis, lingerie e vestidos longos. O perfil de cores incluiu tons de nude, cinza, bordô e metálicos suaves. A linha foi inspirada na divindade afro-brasileira Iemanjá e tem como objetivo inspirar força e beleza, ajudando as mulheres a se sentirem confiantes e independentes.
Em 2013, Meskita desenhou uma coleção de vestidos em apoio ao romance de estreia de Emily Liebert, You Knew Me When. Os cinco vestidos são nomeados para os três personagens principais do romance e Emily Liebert.
Em 2014, Meskita apresentou sua coleção outono/inverno 2014 na Mercedes-Benz Fashion Week. As celebridades que compareceram ao show incluíram Cara Santana, Jesse Metcalfe, Cassidy Wolfe, Erin Brady, o diretor criativo da Elle, Joe Zee, Tamsen Fadal, Gabriela Isler, Nadeja Savcova e muitos editores de revistas poderosos. A coleção apresenta silhuetas femininas que abraçam a sensualidade do corpo e complementam perfeitamente a paleta de tendências de cores. As cores eram predominantemente tons vintage de malva, pêssego cremoso pálido, nus quentes e branco de inverno, ao lado de tons escuros de azul meia-noite e preto, com detalhes em cobre elétrico, âmbar e turquesa. As cores suaves e tranquilas contrastavam com o quente e o escuro.
A inspiração para a coleção foi a comemoração dos 100 anos da Era de Ouro em Beverly Hills, modernizada. A linha combina a graça e o ar feminino daquela época clássica, com as luzes piscantes e a energia do glamour da cidade. Cores e silhuetas do passado foram combinadas com estampas e detalhes que refletem um intenso ar citadino.
A modelo da Victoria's Secret Barbara Fialho ostentou o vestido estampado "Vibrations" da Meskita na passarela.